# Gephyrocapsa huxleyi

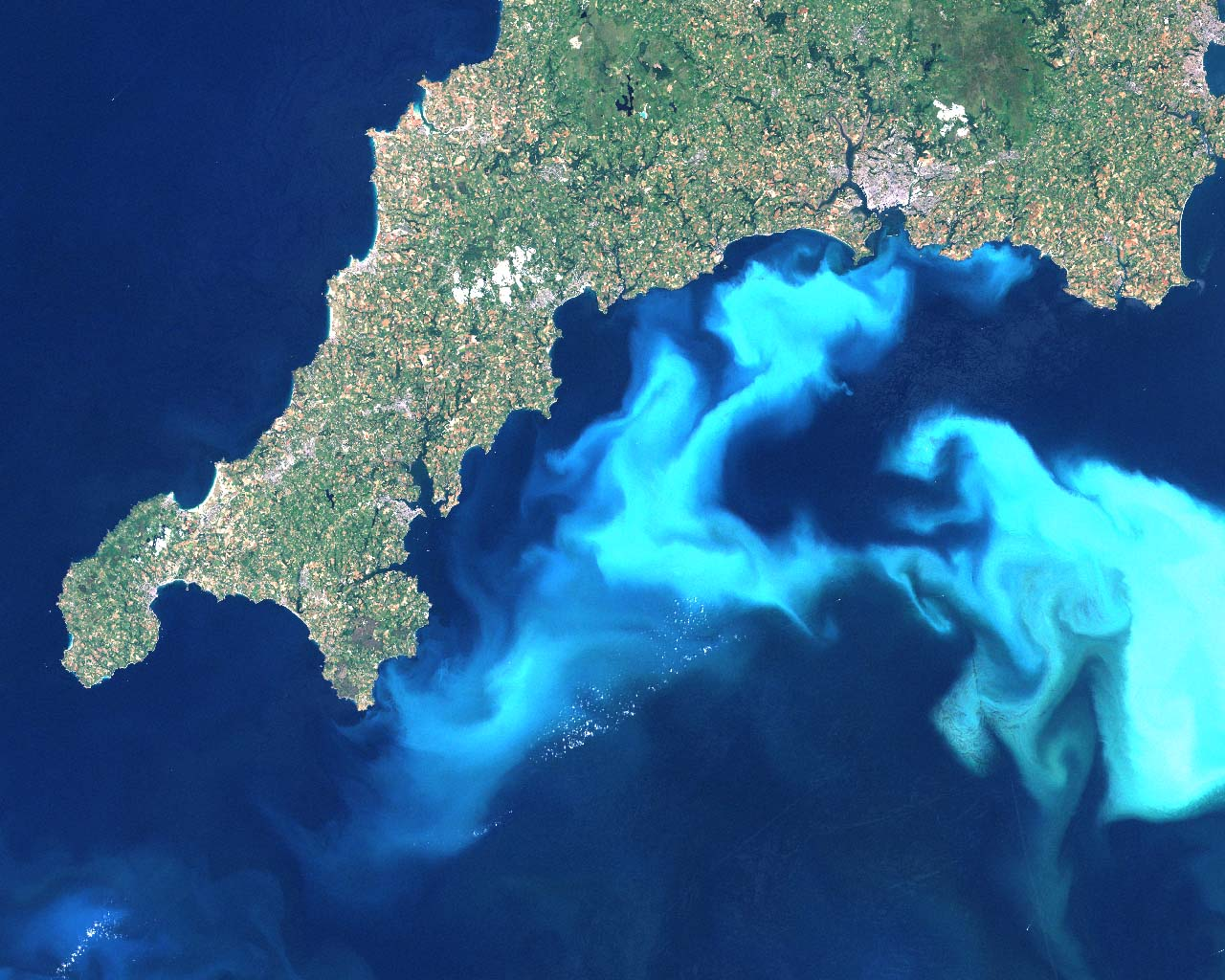
Blomning av Gephyrocapsa huxleyi söder om Cornwall fotograferad från Landsat 24 juli 1999.

Gephyrocapsa huxleyi eller Emiliania huxleyi, ofta förkortad "EHUX", är en coccolitofor med global utbredning från tropikerna till de subarktiska haven. Den är en av tusentals olika fotosyntetiserande planktonarter som driver fritt i oceanernas eufotiska zon och formar basen för i stort sett alla marina näringskedjor. Den har studerats för den omfattande algblomning den orsakar i det näringsfattiga vattnet efter återbildandet av sommartermoklinen. Liksom övriga coccolitoforer är Gephyrocapsa huxleyi ett encelligt växtplankton som är täckt med säreget ornamenterade kalcitskivor kallade coccoliter. Individuella coccoliter är rikligt förekommande i marina sediment, men fullständiga coccosfärer är mera ovanliga. I E. huxleis fall kan inte bara skalet, utan även organismens mjukdelar återfinnas i sedimenten. De producerar en grupp kemiska föreningar som är mycket motståndskraftiga mot nedbrytning. Dessa föreningar, kallade alkenoner kan hittas i sedimenten långt efter att andra mjukdelar från organismen brutits ned. Alkenoner används ofta av geovetare för att uppskatta svunna tiders temperaturer vid havsytan.

## Taxonomi
Arten beskrevs 1902 av Hans Lohmann som Pontosphaera huxleyi 1943 fördes den till släktet Coccolithus (beskrivet av E.H.L. Schwarz 1894 med C. oceanicus som typart) av Erwin Kamptner och 1967 skapades släktet Emiliania av William Hay och Hans Mohler med Emiliania huxlei som typart. Redan 1972 fördes den till Gephyrocapsa av Peter Reinhardt, men Emiliania har allmänt betraktats som den gällande släktestillhörigheten. 2015 publicerades en studie vars resultat understödde ett överförande av Emiliania till Gephyrocapsa och sedan 2023 förs arten till Gephyrocapsa av bland andra AlgaeBase, medan exempelvis svenska Artdatabanken förtfarande (i oktober 2024) placerar arten i Emiliania
2023 publicerades en studie som motiverade uppdelningen av G. huxleyi i tre arter: G.huxleyi, G. pseudohuxleyi och G. pujosiae.
Emiliania och huxleyi hedrar Cesare Emiliani respektive Thomas Huxley, som var de första att undersöka havsbottensediment och upptäcka coccoliterna i det.

## Algblomningar
Dess coccoliter är genomskinliga och vanligen färglösa, men är gjorda av kalcit vilket bryter ljus effektivt i vattenpelaren. Detta, och de höga koncentrationerna som orsakas av deras kontinuerliga ömsning av skalen gör blomningar av Gephyrocapsa enkla att observera från rymden. Satellitbilder visar att blomningar kan täcka stora områden och med kompletterande mätningar från fartyg har det visats att Gephyrocapsahuxleyi är den klart dominanta arten under sådana förhållanden. Arten har varit en inspirationskälla för James Lovelocks Gaiahypotes som hävdar att levande organismer kollektivt självreglerar geokemin och klimatet.

## Förekomst

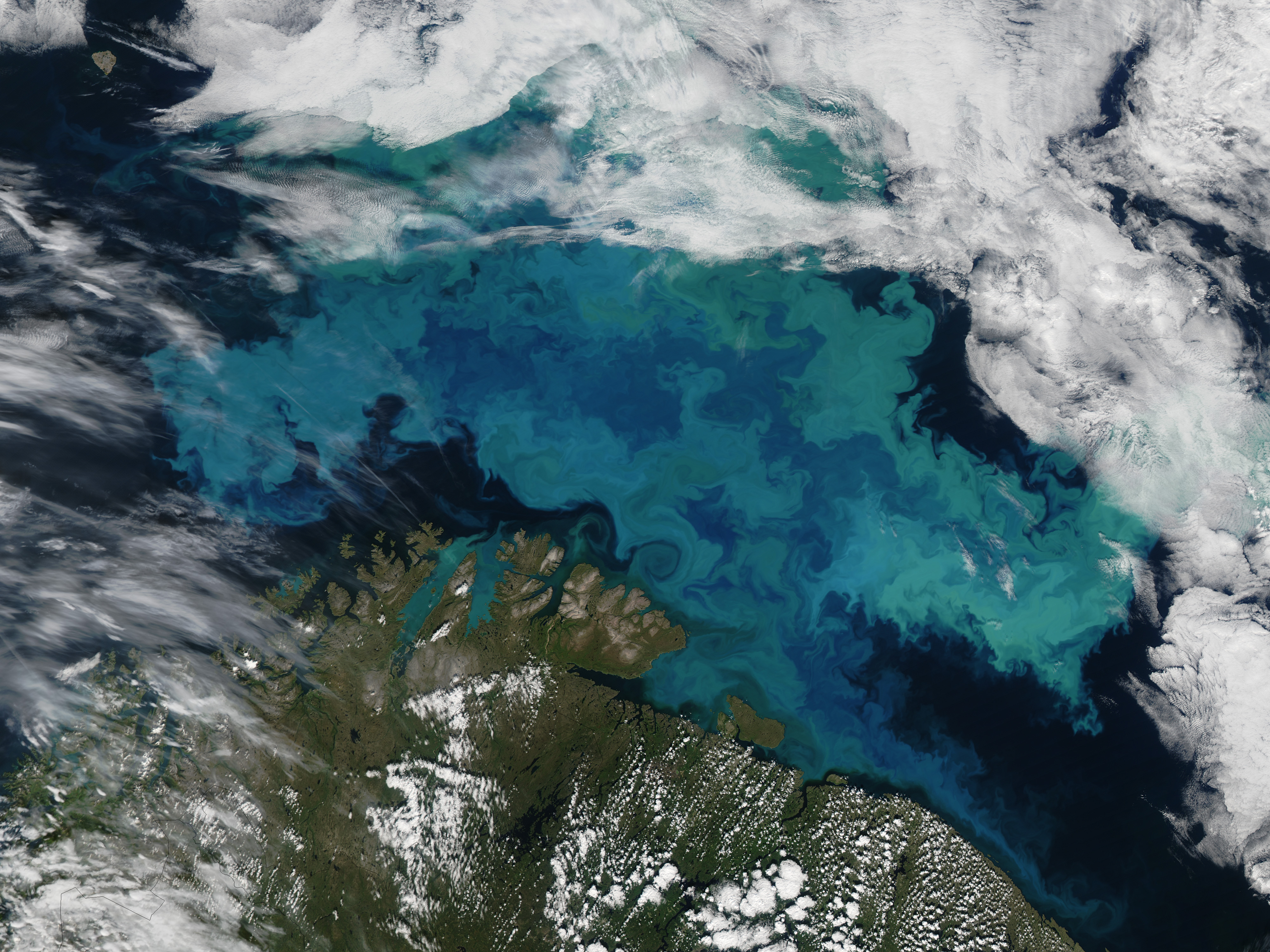
Algblomning i Barents hav just norr om Skandinavien. Den mjölkigt blåa färgen pekar mot EHUX.

Gephyrocapsa huxleyi är den klart talrikaste coccolitoforen i jordens hav och anses förekomma överallt utom i polarområdena. Under kraftiga blomningar, som kan täcka 100 000 km2, kan koncentrationerna av EHUX utgöra 80–90% av individantalet av alla plankton i området. EHUX-blomningar kan regionalt utgöra en viktig källa för kalciumkarbonat och dimetylsulfid, vilket inte bara kan ha betydelse för havets ytlager, utan också för jordens klimat. Blomningarna syns från rymden på grund av det ljus som sprids av deras skal och speciellt gäller detta i de fjordar där satellitbilderna visar "vitt vatten" på grund av reflektionen.